# Head Above Water (album)
Albums de Avril Lavigne
Avril Lavigne
(2013) Love Sux
(2022)
Singles
1. Head Above Water
Sortie : 9 septembre 2018
2. Tell Me It's Over
Sortie : 12 décembre 2018
3. Dumb Blonde
Sortie : 12 février 2019
4. I Fell in Love with the Devil
Sortie : 28 juin 2019

Head Above Water est le sixième album studio de la chanteuse franco-canadienne Avril Lavigne, sorti le 15 février 2019.

## Liste des titres
| Edition digitale | Edition digitale                | Edition digitale                                                | Edition digitale | Edition digitale | Edition digitale | Edition digitale | Edition digitale | Edition digitale | Edition digitale |
| No               | Titre                           | Auteur                                                          | Durée            |                  |                  |                  |                  |                  |                  |
| ---------------- | ------------------------------- | --------------------------------------------------------------- | ---------------- | ---------------- | ---------------- | ---------------- | ---------------- | ---------------- | ---------------- |
| 1.               | Head Above Water                | Avril Lavigne, Travis Clark, Stephan Moccio                     | 3:40             |                  |                  |                  |                  |                  |                  |
| 2.               | Birdie                          | Lavigne, J. R. Rotem                                            | 3:35             |                  |                  |                  |                  |                  |                  |
| 3.               | I Fell in Love with the Devil   | Lavigne                                                         | 4:15             |                  |                  |                  |                  |                  |                  |
| 4.               | Tell Me It’s Over               | Lavigne, Melissa Bel, Ryan Cabrera, Justin Gray, Johan Carlsson | 3:09             |                  |                  |                  |                  |                  |                  |
| 5.               | Dumb Blonde (feat. Nicki Minaj) | Lavigne. Mitch Allan, Bonnie McKee, Onika Maraj                 | 3:34             |                  |                  |                  |                  |                  |                  |
| 6.               | It Was in Me                    | Lavigne, Lauren Christy, Carlsson                               | 3:43             |                  |                  |                  |                  |                  |                  |
| 7.               | Souvenir                        | Lavigne, Christy                                                | 2:57             |                  |                  |                  |                  |                  |                  |
| 8.               | Crush                           | Lavigne, Zane Carney, Carlsson                                  | 3:33             |                  |                  |                  |                  |                  |                  |
| 9.               | Goddess                         | Lavigne. Carlsson, Ross Golan                                   | 3:41             |                  |                  |                  |                  |                  |                  |
| 10.              | Bigger Wow                      | Lavigne, Christy, Levine                                        | 2:55             |                  |                  |                  |                  |                  |                  |
| 11.              | Love Me Insane                  | Lavigne, Christy                                                | 3:00             |                  |                  |                  |                  |                  |                  |
| 12.              | Warrior                         | Lavigne, Clark, Kroeger                                         | 3:45             |                  |                  |                  |                  |                  |                  |
| 41:47            |                                 |                                                                 |                  |                  |                  |                  |                  |                  |                  |

| 5. | Dumb Blonde | 3:09 |

| 13. | Head Above Water (feat. Travis Clark de We the Kings) | 3:40 |

## Classements
| Classement (2019)                  | Meilleure position |
| ---------------------------------- | ------------------ |
| Australie (ARIA)                   | 9                  |
| Autriche (Ö3 Austria Top 40)       | 2                  |
| Belgique (Flandre Ultratop)        | 12                 |
| Belgique (Wallonie Ultratop)       | 25                 |
| Canada (Canadian Albums)           | 5                  |
| Pays-Bas (Mega Album Top 100)      | 18                 |
| Finlande (Suomen virallinen lista) | 41                 |
| France (SNEP)                      | 34                 |
| Allemagne (Media Control AG)       | 3                  |
| Italie (FIMI)                      | 6                  |
| Nouvelle-Zélande (RIANZ)           | 21                 |
| Portugal (AFP)                     | 11                 |
| Écosse (OCC)                       | 8                  |
| Espagne (Promusicae)               | 18                 |
| Suisse (Schweizer Hitparade)       | 4                  |
| Royaume-Uni (UK Albums Chart)      | 10                 |
| États-Unis (Billboard 200)         | 13                 |
| États-Unis (Independent Albums)    | 1                  |